# Campionato Amapaense 2014
Il Campionato Amapaense 2014 è stata la sessantanovesima edizione del Campionato Amapaense.

## Squadre partecipanti
| Squadra      | Città   |
| ------------ | ------- |
| Macapá       | Macapá  |
| Santana      | Santana |
| Santos-AP    | Macapá  |
| San Paolo-AP | Macapá  |

## Primo turno
|  | Pos. | Squadra      | Pt | G | V | N | P | GF | GS | DR |
|  | ---- | ------------ | -- | - | - | - | - | -- | -- | -- |
|  | 1.   | Santos-AP    | 7  | 3 | 2 | 1 | 0 | 5  | 1  | +4 |
|  | 2.   | Macapá       | 4  | 3 | 1 | 1 | 1 | 1  | 3  | -2 |
|  | 3.   | San Paolo-AP | 3  | 3 | 1 | 0 | 2 | 2  | 3  | -1 |
|  | 4.   | Santana      | 2  | 3 | 0 | 2 | 1 | 2  | 3  | -1 |

### Finale
| Macapá 26 aprile 2015, ore 18:00 UTC-3 | Santos-AP | 3 – 1 | Macapá | Glicerão |

## Secondo turno
|  | Pos. | Squadra      | Pt | G | V | N | P | GF | GS | DR |
|  | ---- | ------------ | -- | - | - | - | - | -- | -- | -- |
|  | 1.   | Santos-AP    | 9  | 3 | 3 | 0 | 0 | 4  | 1  | +3 |
|  | 2.   | San Paolo-AP | 6  | 3 | 2 | 0 | 1 | 5  | 4  | +1 |
|  | 3.   | Macapá       | 3  | 3 | 1 | 0 | 2 | 3  | 3  | 0  |
|  | 4.   | Santana      | 0  | 3 | 0 | 0 | 3 | 1  | 5  | -4 |

### Finale
| Macapá 17 maggio 2015, ore 18:00 UTC-3 | Santos-AP | 2 – 0 | San Paolo-AP | Glicerão |

## Classifica finale
|  | Pos. | Squadra      | Pt | G | V | N | P | GF | GS | DR  |
|  | ---- | ------------ | -- | - | - | - | - | -- | -- | --- |
|  | 1.   | Santos-AP    | 22 | 8 | 7 | 1 | 0 | 14 | 3  | +11 |
|  | 2.   | San Paolo-AP | 9  | 7 | 3 | 0 | 4 | 7  | 9  | -2  |
|  | 3.   | Macapá       | 7  | 7 | 2 | 1 | 4 | 5  | 9  | -4  |
|  | 4.   | Santana      | 2  | 6 | 0 | 2 | 4 | 3  | 8  | -5  |

Legenda:

      Vincitore del Campionato Amapaense 2014 e qualificato per la Coppa del Brasile 2015, per la Copa Verde 2015, e per il Campeonato Brasileiro Série D 2015